# Вађење из контекста
Вађење из контекста је логичка грешка и врста лажног приписивања у ком се оближњи делови текста уклањају или не наводе како би се изменио њихов смисао.
Аргументи засновани на овој логичкој грешци обично имају два вида. Први вид је сламнати аргумент, који се често среће у политици, односи се на цитирање противника како би се погрешно представио његов став (обично да се представи простијим или екстремнијим) и тиме лакше побио. Други вид је аргумент од ауторитета и представља недоследно цитирање стручњака у некој области како би се лажно представило да тај стручњак заступа неки став.